# توني أنسلمو
توني أنسلمو (بالإنجليزية: Tony Anselmo)‏ مواليد 18 فبراير 1960 في سولت ليك، يوتا، الولايات المتحدة، هو ممثل أصوات ورسام رسوم متحركة أمريكي، مشهور بتأدية صوت شخصية دونالد داك، دربه كلارنس ناش صاحب الصوت الأصلي لهذه الشخصية.

## أعمال
- الجميلة والوحش (فيلم 1991)
- الأسد الملك
- طرزان (فيلم 1999)

## روابط خارجية
- توني أنسلمو على موقع IMDb (الإنجليزية)
- توني أنسلمو على موقع ميوزك برينز (الإنجليزية)
- توني أنسلمو على موقع ديسكوغز (الإنجليزية)
- توني أنسلمو على موقع قاعدة بيانات الفيلم (الإنجليزية)